# Littoraria flava
Littoraria flava is een slakkensoort uit de familie van de Littorinidae. De wetenschappelijke naam van de soort is voor het eerst geldig gepubliceerd in 1832 door King & Broderip.